# 길르앗
길르앗 또는 길라드 (UK: /ˈɡɪliæd/, US: /ˈɡɪliəd/; 히브리어: גִּלְעָד 길아드, 아랍어: جلعاد, 잘아드)는 성경에 나오는 트란스요르단 북부 산악 지역의 고대 역사적 이름이다. 이 지역은 서쪽으로는 요르단강, 북쪽으로는 깊은 협곡의 야르묵강과 바산 지역, 그리고 남서쪽으로는 고대에 "모압 평야"로 알려진 지역과 경계를 이루며, 동쪽으로는 명확한 경계가 없다. 어떤 경우에는 성경에서 "길르앗"은 요르단강 동쪽의 모든 지역을 지칭하는 데 사용된다. 길르앗은 오늘날 요르단에 위치하며, 대략 이르비드주, 아질룬주, 제라시주 및 발카주에 해당한다.

## 어원
길르앗은 히브리어 성경에서 히브리어 단어 גלעד‎ 갈에드에서 유래했다고 설명하는데, 이는 다시 갈('쌓인 것, 언덕, 둔덕')과 에드('증인, 증거')에서 파생되었다. 만약 그렇다면 길르앗은 '증거의 돌무더기'를 의미한다. '바위투성이 지역'을 의미한다는 또 다른 설도 있다.
산악 지형의 특성상 길르앗 산이라고 불린다(창세기 31:25; 아가 4:1). 많은 번역본에서 길르앗 땅이라고도 불리며(민수기 32:1, 판관기 10:4), 때로는 단순히 길르앗이라고도 불린다(창세기 37:25; 판관기 10:8; 시편 60:7). 또한 미가 7:14–15에도 언급된다.

## 역사

### 히브리어 성경
길르앗이라는 이름은 야곱과 라반의 마지막 만남에 대한 성경 기록에서 처음으로 나타난다(창세기 31:21–22). 창세기에서 길르앗은 아람어 이름 예갈-사하두타로도 불리는데, 이는 히브리어 길르앗과 같은 의미인 "증거의 돌무더기"를 가진다(창세기 31:47–48).
성경 기록에 따르면, 출애굽 당시 "길르앗 절반"은 시혼이 소유했고, 야복강으로 나뉜 나머지 절반은 바산 왕 옥이 소유했다. 두 왕이 패배한 후, 길르앗 지역은 모세에 의해 가드, 르우벤 및 므나쎄 지파의 동쪽 절반에 할당되었다(신명기 3:13; 민수기 32:40).
판관기에서는 야이르의 서른 아들들이 길르앗의 서른 성읍을 통치했으며(판관기 10:4), 역대기상에서는 스굽이 길르앗의 스물세 성읍을 통치했다(역대기상 2:21–22). 이 지역은 북쪽으로는 바산, 남쪽으로는 모압과 암몬과 경계를 이루었다(창세기 31:21; 신명기 3:12–17).

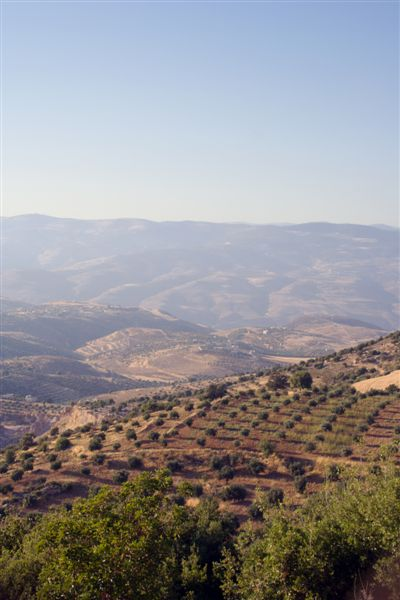
요르단 길르앗의 언덕들

호세아서에 언급된 "길르앗"은 라못 길르앗, 야베스 길르앗 도시나 길르앗 전체 지역을 지칭할 수 있다. "길르앗은 불의를 행하는 자들의 성읍이니 피로 얼룩져 있다."(호세아 6:8)
암몬과 모압 왕국은 때때로 남부 길르앗을 포함하도록 확장되었다. 다윗 왕은 압살롬의 반란 중 길르앗의 마하나임으로 피난했다. 길르앗은 나중에 예언자 엘리야의 고향으로 언급된다.

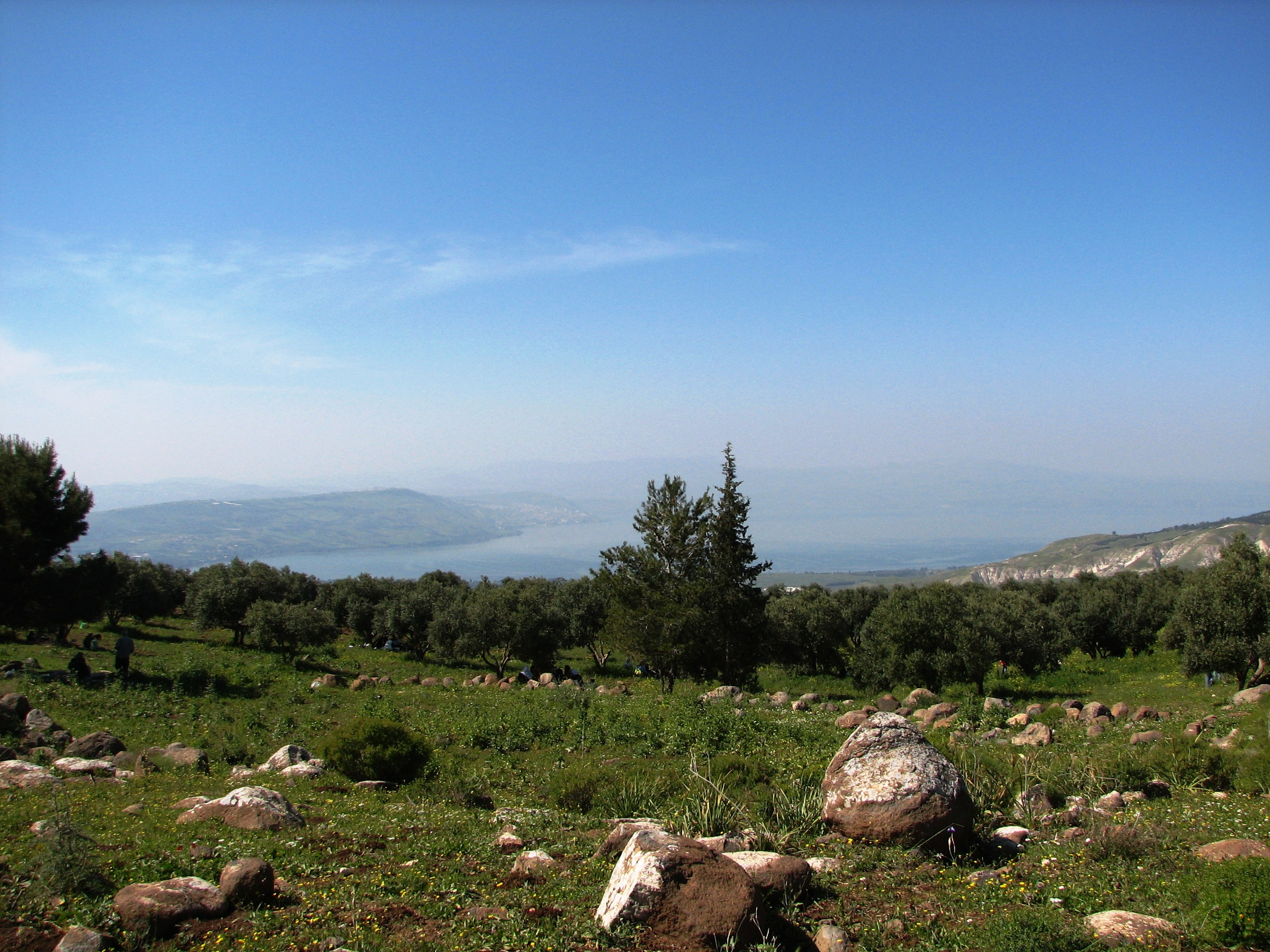
이르비드 근처 길르앗에서 본 갈릴래아호

### 신아시리아 지방
아시리아의 티글라트-필레세르 3세 왕은 기원전 733년경 갈라주(길르앗) 지방을 세웠다.

### 아랍어
길르앗(아랍어: جلعاد, 잘아드 또는 잘라드)은 야복강의 남북으로 뻗어 있는 산악 지대를 가리키는 아랍어 용어이다. 이 용어는 더 일반적으로 요르단강 동쪽의 전체 지역을 지칭하는 데 사용되었다. 오늘날 이 지역은 요르단 왕국의 북서부에 해당한다. 이 지역은 고대 사파이트어 비문에도 나타난다.

## 같이 보기
- 길르앗 유향
- 마키르
- 마키르 (지파 집단)
- 쉽볼렛
- 므나쎄 지파
- 페레아
- 발카 (지역)
- 길르앗 공화국